# Neustett

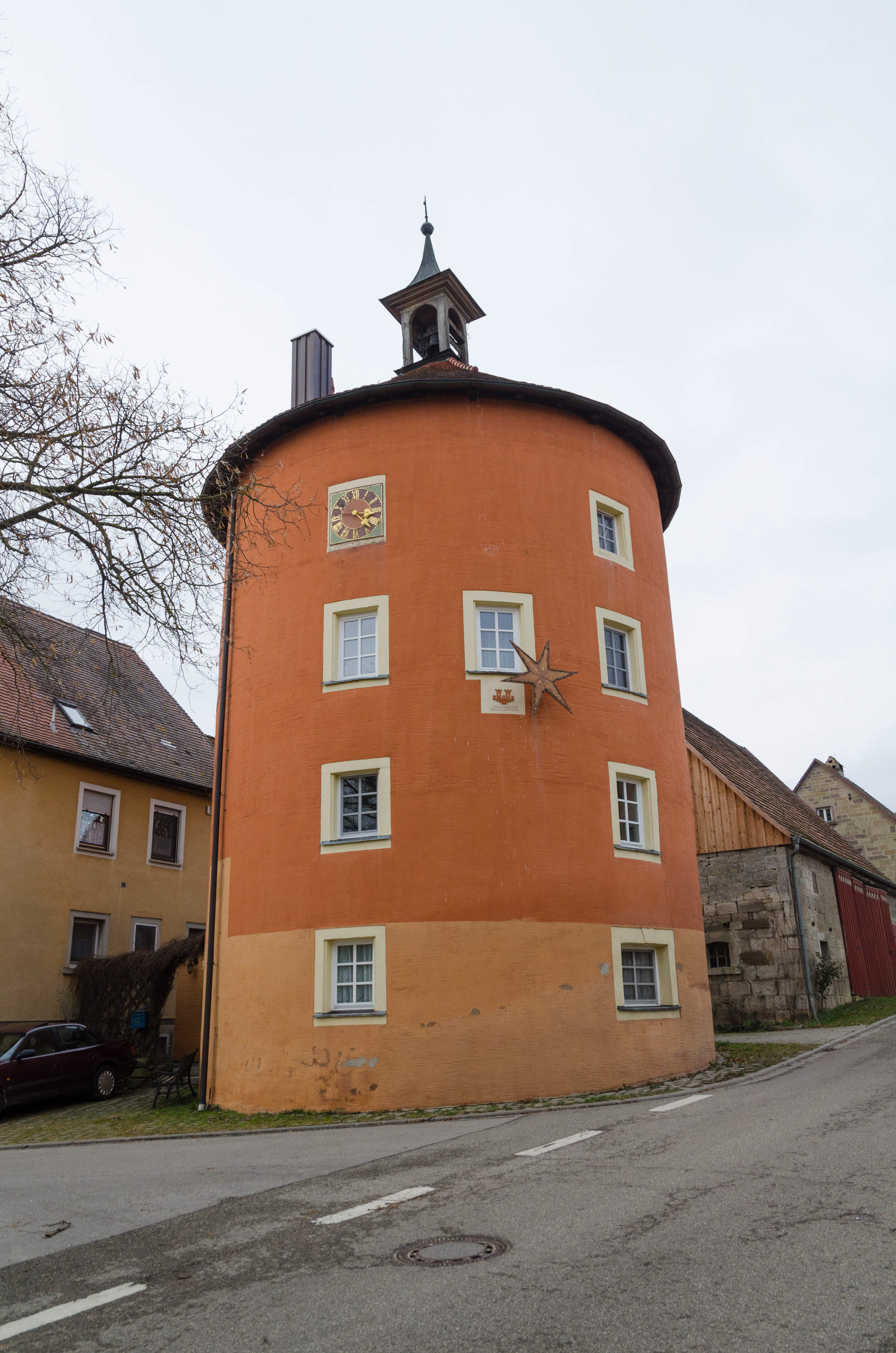
Ehemaliger Landturm

Neustett ist ein Gemeindeteil der Gemeinde Adelshofen im Landkreis Ansbach (Mittelfranken, Bayern). Die Gemarkung Neustett hat eine Fläche von 3,667 km². Sie ist in 370 Flurstücke aufgeteilt, die eine durchschnittliche Fläche von 9911,69 m² haben.

## Geographie
Das Dorf ist von Feldern umgeben. Südwestlich des Ortes entsteht eine Talmulde durch den Neustetter Bach, einem rechten Zufluss der Tauber. 0,75 km nordöstlich liegt das Gehauholz, 1 km nördlich das Schlagholz und 1 km südöstlich das Spital- und das Steuerholz. Die Kreisstraße AN 31 führt nach Großharbach (2 km nordöstlich) bzw. nach Tauberzell zur Staatsstraße 2268 (1,7 km südwestlich). Gemeindeverbindungsstraßen führen nach Gickelhausen zur AN 32 (3 km östlich) und nach Equarhofen zur Kreisstraße NEA 49 (4 km nördlich).

## Geschichte
Neustett lag im Fraischbezirk des brandenburg-ansbachischen Oberamtes Creglingen. 1790 gab es im Ort 31 Anwesen. Grundherren waren das brandenburg-ansbachische Amt Tauberzell (19 Anwesen) und die Reichsstadt Rothenburg (12 Anwesen).
Von 1797 bis 1808 unterstand der Ort dem Justiz- und Kammeramt Uffenheim. Mit dem Gemeindeedikt (frühes 19. Jahrhundert) wurde Neustett dem Steuerdistrikt Tauberzell zu gewiesen. Wenig später wurde die Ruralgemeinde Neustett gebildet. Sie war in Verwaltung und Gerichtsbarkeit dem Landgericht Rothenburg zugeordnet  und in der Finanzverwaltung dem Rentamt Rothenburg ob der Tauber (1919 in Finanzamt Rothenburg ob der Tauber umbenannt). Ab 1862 übernahm das Bezirksamt Rothenburg ob der Tauber die Verwaltung (1939 in Landkreis Rothenburg ob der Tauber umbenannt) und das Stadt- und Landgericht Rothenburg ob der Tauber die Gerichtsbarkeit (1879 in Amtsgericht Rothenburg ob der Tauber umbenannt). Im Jahr 1932 wurde der Gemeindename amtlich von Neustetten in Neustett geändert. Die Gemeinde hatte 1964 eine Gebietsfläche von 3,667 km². Im Zuge der Gebietsreform in Bayern wurde Neustett am 1. Mai 1978 nach Adelshofen eingemeindet.

### Baudenkmäler
In Neustett gibt es drei Baudenkmäler:
- Haus Nr. 29: Ehemaliges Wohnstallhaus
- Steinkreuz bei Haus Nr. 3
- Marter auf dem Hutfeld

### Einwohnerentwicklung
| Jahr      | 1818  | 1840   | 1852   | 1855   | 1861   | 1867   | 1871   | 1875   | 1880   | 1885   | 1890   | 1895   | 1900   | 1905   | 1910   | 1919   | 1925   | 1933   | 1939   | 1946   | 1950   | 1952   | 1961   | 1970   | 1987  |
| Einwohner | 176   | 190    | 211    | 211    | 217    | 199    | 196    | 198    | 203    | 209    | 203    | 179    | 186    | 199    | 197    | 173    | 179    | 194    | 180    | 232    | 232    | 215    | 184    | 187    | 147   |
| Häuser    | 37    | 38     |        |        |        |        | 37     |        |        | 34     | 41     |        | 41     |        |        |        | 39     |        |        |        | 42     |        | 45     |        | 35    |
| Quelle    | [ 7 ] | [ 16 ] | [ 17 ] | [ 17 ] | [ 18 ] | [ 19 ] | [ 20 ] | [ 21 ] | [ 22 ] | [ 23 ] | [ 24 ] | [ 17 ] | [ 25 ] | [ 17 ] | [ 26 ] | [ 17 ] | [ 27 ] | [ 17 ] | [ 17 ] | [ 17 ] | [ 28 ] | [ 17 ] | [ 11 ] | [ 29 ] | [ 2 ] |

## Religion
Der Ort ist seit der Reformation evangelisch-lutherisch geprägt und bis heute nach St. Veit (Tauberzell) gepfarrt. Die Einwohner römisch-katholischer Konfession sind nach St. Johannis (Rothenburg ob der Tauber) gepfarrt.

## Persönlichkeiten
- Fritz Mägerlein (1903–1993), Lehrer und Heimatforscher